# Inferenzmaschine
Eine Inferenzmaschine (lehnübersetzt aus dem englisch inference engine), auch Regelinterpreter und Schlußfolgerungsmaschine genannt, ist der Teil eines wissensbasierten Systems, der durch die Verarbeitung des Wissens aus der gegebenen Wissensbasis neue Aussagen ableitet. Die Inferenzmaschine und die Wissensbasis sind damit die beiden zentralen Bestandteile eines wissensbasierten Systems.

## Klassische Inferenzregeln
Die Inferenzmaschine wendet verschiedene sogenannte Inferenzregeln auf die Fakten der Wissensbasis an. Eine oft benutzte Regel ist z. B. der Modus ponens: Hier wird aus den beiden Aussagen A -> B und A auf die Korrektheit von B geschlossen. Aus den beiden Aussagen „Wenn die Osterglocken blühen, ist es Frühling.“ und „Die Osterglocken blühen.“ kann man ableiten, dass es Frühling ist.
Eine weitere wichtige Inferenzregel stellt die Und-Elimination dar: Hier wird aus der Wahrheit einer Konjunktion auf die Wahrheit ihrer einzelnen Teile geschlossen. Aus der Aussage „sie hat ein Eis mit Sahne gegessen“ lassen sich mithilfe der Und-Elimination die beiden Aussagen „sie hat ein Eis gegessen“ und „sie hat Sahne gegessen“ ableiten.

## Beweis durch Resolution
Die Anwendung der oben skizzierten Inferenzregeln garantiert nicht, dass in jedem möglichen Fall alle aus der Wissensbasis ableitbaren Aussagen gefunden werden. Diese Anforderung erfüllt jedoch die Resolution.

## Vorwärts- und Rückwärtsverkettung
Für viele Anwendungen ist die Verwendung der Resolution zu ineffizient. Eine Option ist die Anwendung der Vorwärtsverkettung und der Rückwärtsverkettung. Beide Algorithmen fordern, dass die Aussagen der Wissensbasis als Horn-Formel vorliegen. Eine Horn-Formel ist eine Disjunktion von Literalen, von denen höchstens eines positiv (d. h. keine Negation) ist.